# Junkers EF 73
Nel 1937 la Junkers cominciò a lavorare sul progetto di un bombardiere medio destinato a sostituire il precedente Junkers Ju 88. 
Il progetto venne designato EF 73 e prevedeva un monoplano ad ala alta, dotato di impennaggio verticale semplice, equipaggio di tre persone alloggiate in una cabina di pilotaggio pressurizzata, bimotore.
Sul velivolo si potevano montare indifferentemente due tipi di propulsore in linea Junkers, raffreddati a liquido, eroganti entrambi 2 500 PS al livello del mare: lo Jumo 222 (progettato dall'ingegner Ferdinand Brandner a partire dall'aprile 1937), un motore costituito da sei bancate di quattro cilindri disposte a stella, o lo Jumo 223 diesel a due tempi, dotato di 24 cilindri disposti a croce con quattro alberi motore. Per entrambi il sistema di raffreddamento era ad evaporazione superficiale (come sull'Heinkel He 177).
Le prestazioni previste erano: velocità massima 670 km/h, tangenza 8.800 m, autonomia 2.700 km con carico bellico di 3.000 kg e 5.400 km con carico bellico di 500 kg. Tali prestazioni erano giudicate, da molti tecnici, troppo avanzate per l'epoca. Il progetto EF 73 venne presentato al Technisches Amt del Reichsluftfahrtministerium (RLM), che lo prese come base per la specifica relativa al "Bombardiere B", emessa nel luglio 1939.
Partendo da tale progetto l'ingegner Heinrich Hertel, arrivato alla Junkers nel maggio 1939, coadiuvato dall'ingegner Brunolf Baade come responsabile del progetto, diresse lo sviluppo del successivo progetto EF 74, poi evolutosi nello Junkers Ju 288 presentato in risposta alla specifica relativa al Bombardiere B.